# Forest Stream
A Forest Stream orosz 
szimfonikus black metal/gothic metal/folk metal együttes. 1995-ben alakultak Csernogolovkában. Első nagylemezüket 2003-ban adták ki. Diszkográfiájuk két albumot és két demót tartalmaz. Nevük „erdei patakot” jelent. Lemezeiket korábban az Earache Records, jelenleg a Candlelight Records kiadók dobják piacra.

## Tagjai
- Sonm the Darkest: ének
- Wizard Omin: gitár
- Stone R: basszusgitár
- Berserk: gitár
- Elhella: billentyűk
- Kir : dobok

## Diszkográfia
- Snowfall: demó, 1999
- Last Season Purity: demó, 2001
- Tears of Mortal Solitude: album, 2003
- The Crown of Winter: album, 2009